# Wysokin
Wysokin (prononciation : [vɨˈsɔkin]) est un village polonais de la gmina d'Odrzywół dans le powiat de Przysucha de la voïvodie de Mazovie dans le centre-est de la Pologne.
Il se situe à environ 2 kilomètres au nord-est d'Odrzywół (siège de la gmina), 19 kilomètres au nord de Przysucha (siège du powiat) et à 82 kilomètres au sud de Varsovie (capitale de la Pologne).
Le village compte approximativement une population de 707 habitants en 2011.

## Histoire
De 1975 à 1998, le village appartenait administrativement à la voïvodie de Radom.